# Elecciones municipales de 2015 en Granada
Las elecciones municipales de 2015 se celebraron en Granada el domingo 24 de mayo, de acuerdo con el Real Decreto de convocatoria de elecciones locales en España dispuesto el 30 de marzo de 2015 y publicado en el Boletín Oficial del Estado el día 31 de marzo. Se eligieron los 27 concejales del pleno del Ayuntamiento de Granada mediante un sistema proporcional (método d'Hondt) con listas cerradas y un umbral electoral del 5 %.

## Resultados
La candidatura del Partido Popular liderada por el alcalde José Torres Hurtado no consiguió revalidar la mayoría absoluta de la que disfrutó en la anterior corporación, perdiendo 5 escaños. La candidatura del PSOE fue la segunda en votos, obteniendo 8 concejales, los mismos con los que contaba antes de las elecciones. La candidatura de Ciudadanos-Partido de la Ciudadanía estrenó representación en el pleno del consistorio con 4 escaños. La candidatura de Vamos Granada, una agrupación de electores, en la que se presentaron candidatos de Podemos, Equo y otras organizaciones, obtuvo 3 escaños, mientras que las siglas con las que se presentó Izquierda Unida, «Izquierda Unida-Alternativa Socialista-Para la Gente» (PG), obtuvieron 1 escaño, perdiendo uno de los dos escaños que tenía IU en la corporación anterior. Unión Progreso y Democracia se quedó sin representación, perdiendo el único concejal del que gozaba en la corporación.
Los resultados completos se detallan a continuación:
| Candidatura                                          | Candidatura                                              | Votos   | %                               | Concejales                      |
| ---------------------------------------------------- | -------------------------------------------------------- | ------- | ------------------------------- | ------------------------------- |
|                                                      | Partido Popular (PP)                                     | 39 358  | 35,64                           | 11                              |
|                                                      | Partido Socialista Obrero Español de Andalucía (PSOE-A)  | 28 561  | 25,86                           | 8                               |
|                                                      | Ciudadanos-Partido de la Ciudadanía (Cs)                 | 15 521  | 14,05                           | 4                               |
|                                                      | Vamos Granada (Vamos)                                    | 14 115  | 12,78                           | 3                               |
|                                                      | Izquierda Unida-Alternativa Socialista-Por la Gente (PG) | 6464    | 5,85                            | 1                               |
| Unión Progreso y Democracia (UPyD)                   | Unión Progreso y Democracia (UPyD)                       | 2287    | 2,07                            | 0                               |
| Vox (Vox)                                            | Vox (Vox)                                                | 1004    | 0,91                            | 0                               |
| Partido Animalista Contra el Maltrato Animal (PACMA) | Partido Animalista Contra el Maltrato Animal (PACMA)     | 936     | 0,85                            | 0                               |
| Partido Andalucista (PA)                             | Partido Andalucista (PA)                                 | 373     | 0,34                            | 0                               |
| Por un Mundo Más Justo (PUM+J)                       | Por un Mundo Más Justo (PUM+J)                           | 353     | 0,32                            | 0                               |
| Falange Española de las JONS (FE de las JONS)        | Falange Española de las JONS (FE de las JONS)            | 155     | 0,14                            | 0                               |
| Partido Comunista de los Pueblos de España (PCPE)    | Partido Comunista de los Pueblos de España (PCPE)        | 115     | 0,10                            | 0                               |
| Nación Andaluza (NA)                                 | Nación Andaluza (NA)                                     | 75      | 0,07                            | 0                               |
| Votos en blanco                                      | Votos en blanco                                          | 1127    | 1,02                            | n/a                             |
| Votos válidos                                        | Votos válidos                                            | 110 444 | 100,00                          | 27                              |
| Votos nulos                                          | Votos nulos                                              | 795     | Participación: \| \| 59,78 % \| | Participación: \| \| 59,78 % \| |
| Votantes                                             | Votantes                                                 | 111 239 | Participación: \| \| 59,78 % \| | Participación: \| \| 59,78 % \| |
| Electores                                            | Electores                                                | 186 066 | Participación: \| \| 59,78 % \| | Participación: \| \| 59,78 % \| |
|                                                      | 59,78 %                                                  |         |                                 |                                 |

## Concejales electos
Relación de concejales electos:
| N.º | Nombre                                     | Lista | Lista  |
| --- | ------------------------------------------ | ----- | ------ |
| 1   | José Torres Hurtado                        |       | PP     |
| 2   | Francisco Cuenca Rodríguez                 |       | PSOE-A |
| 3   | Sebastián Jesús Pérez Ortiz                |       | PP     |
| 4   | Luis Miguel Salvador García                |       | C’s    |
| 5   | Ana María Muñoz Arquelladas                |       | PSOE-A |
| 6   | Marta Gutiérrez Blasco                     |       | Vamos  |
| 7   | Isabel María Nieto Pérez                   |       | PP     |
| 8   | Fernando Arcadio Egea Fernández-Montesinos |       | PP     |
| 9   | Baldomero Oliver León                      |       | PSOE-A |
| 10  | María Rocío Díaz Jiménez                   |       | PP     |
| 11  | Manuel José Olivares Huertas               |       | C’s    |
| 12  | María Raquel Ruz Peis                      |       | PSOE-A |
| 13  | Luis de Haro-Rossi Giménez                 |       | Vamos  |
| 14  | Juan Manuel García Montero                 |       | PP     |
| 15  | Francisco Puentedura Anllo                 |       | PG     |
| 16  | Miguel Ángel Fernández Madrid              |       | PSOE-A |
| 17  | Juan Antonio Fuentes Gálvez                |       | PP     |
| 18  | Lorena Rodríguez Torres                    |       | C’s    |
| 19  | María Francés Barrientos                   |       | PP     |
| 20  | Jemima Sánchez Iborra                      |       | PSOE-A |
| 21  | María del Pilar Rivas Navarro              |       | Vamos  |
| 22  | Ruyman Francisco Ledesma Palomino          |       | PP     |
| 23  | Eduardo José Castillo Jiménez              |       | PSOE-A |
| 24  | María Telésfora Ruiz Rodríguez             |       | PP     |
| 25  | Raúl Fernando Fernández Asensio            |       | C’s    |
| 26  | Raquel Fernández Cruz                      |       | PP     |
| 27  | María de Leyva Campaña                     |       | PSOE-A |